# Федорівка (Шевченківська селищна громада)
Фе́дорівка — село в Україні, у Шевченківській селищній громаді Куп’янського району Харківської області. Населення становить 120 осіб. До 2020 орган місцевого самоврядування — Сподобівська сільська рада.

## Географія
Село Федорівка знаходиться за 1,5 км від правого берега річки Синиха. На протилежному березі річки розташоване село Іванівка (зняте з обліку в 1987 році). На відстані 4 км знаходиться село Дуванка, неподалік — колишнє селище Гороховатка.

## Історія
- 1855 — дата заснування.
- 7 (20) листопада 1917 року, відповідно до.Третього Універсалу Української Центральної Ради, увійшло до складу Української Народної Республіки[1].
- 12 червня 2020 року, відповідно до Розпорядження Кабінету Міністрів України № 725-р «Про визначення адміністративних центрів та затвердження територій територіальних громад Харківської області», увійшло до складу Шевченківської селищної територіальної громади[2].
- 19 липня 2020 року, в результаті адміністративно-територіальної реформи та ліквідації Шевченківського району, село увійшло до складу новоутвореного Куп'янського району Харківської області[3].

## Пам'ятки природи
Мерехнянський ентомологічний заказник місцевого значення — об'єкт природно-заповідного фонду Харківської області.